# Le Pecq
Le Pecq è un comune francese di 16 744 abitanti situato nel dipartimento degli Yvelines nella regione dell'Île-de-France.

## Società

### Evoluzione demografica
Abitanti censiti